# Oficiul Național al Registrului Comerțului
Oficiul Național al Registrului Comerțului (ONRC) este o instituție publică din România, aflată în subordinea Ministerului Justiției.
Registrul Comerțului este organizat pe 2 niveluri:
- nivel local reprezentat de cele 42 de oficii teritoriale, organizate în subordinea Oficiului Național al Registrului Comerțului și care funcționează pe lângă fiecare Tribunal.
- nivel național reprezentat de Oficiul Național al Registrului Comerțului ce funcționează în subordinea Ministerului Justiției.

În august 2009, ONRC a anunțat că va realiza până în 2011 un portal prin care vor putea fi accesate serviciile prestate de instituție, proiect în valoare de 66,6 milioane de lei finanțat parțial din fonduri europene.
În prezent portalul ONRC este un portal funcțional, având adresa: portal.onrc.ro. Acesta pune la dispoziția utilizatorilor atât documentele specifice activității registrului comerțului, cât și instrumente de obținere a informațiilor din baza de date a registrului comerțului (vezi InfoCert, Publicitate, Rezoluții de amânare, etc.)
În plus, portalul face trimitere către Portalul European de Justiție https://e-justice.europa.eu

## Controverse
Până în anul 2002, Registrul Comerțului a funcționat în subordinea Camerei de Comerț și Industrie a României (CCIR).
În anul 2006, o lege adoptată de Parlament prevedea trecerea Registrul Comerțului din subordinea Ministerului Justiției înapoi la CCIR, dar legea a fost declarată neconstituțională, ulterior, de Curtea Constituțională, din cauza modului în care a fost adoptată.
În anul 2009, un grup de patru parlamentari PNL și PC, printre care Cristian David și Dan Voiculescu, au promovat un proiect de lege conform căruia Registrul Comerțului să treacă în subordinea CCIR.
Aceasta în condițiile în care Cristian David era ginerele șefului CCIR, Mihai Vlasov, iar despre Dan Voiculescu presa a scris că a închiriat de la Romexpo, societate la care CCIR e acționar, spații comerciale la un preț mult mai mic decât cel al pieței.
Trecerea ONRC în subordinea CCIR (care este un ONG) contravine directivei 61/151/CEE a Uniunii Europene, prin care România are obligația de a ține registrul central al comerțului, sarcină care revine statului, și nu unor entități private.